# Police nad Metují
Police nad Metují là một thị trấn thuộc huyện Náchod, vùng Královéhradecký, Cộng hòa Séc.